# Манчини, Андреа (1992)
Андре́а Манчи́ни (итал. Andrea Mancini; 13 августа 1992, Генуя, Италия) — итальянский футболист, игравший на позиции нападающего. Сын Роберто Манчини.

## Карьера
Начинал карьеру в клубе «Интернационале», тренером которого был его отец. В 2010 году вслед за отцом перешёл в молодёжную команду «Манчестер Сити». В ноябре 2011 года был отдан в аренду в клуб «Олдем Атлетик», в составе которого дебютировал на профессиональном уровне. 5 ноября в матче английской Лиги один против «Бери» (0:2), вышел на замену на 85-й минуте вместо Зандера Даймонда. В 2012 году выступал в аренде за клуб итальянской Серии Д «Фано». Летом того же года покинул «Манчестер Сити» и перешёл в «Реал Вальядолид», однако следующий сезон провёл в фарм-клубе «Вальядолида» в четвёртой испанской лиге. По окончании сезона перешёл в венгерский «Гонвед». 28 июля 2013 года дебютировал в чемпионате Венгрии, выйдя на замену на 74-й минуте в матче первого тура проитив клуба «Кечкемет». Также в составе «Гонведа» сыграл 2 матча в отборочном раунде Лиги Европы против черногорского «Челика». В октябре 2014 года разорвал контракт с клубом. В начале 2015 года в качестве свободного агента перешёл в другой венгерский клуб «Халадаш», за который сыграл 2 матча в чемпионате Венгрии. Всего же в Высшей лиге Венгрии провёл 13 матчей и не отметился результативными действиями. В марте 2016 года подписал контракт с клубом MLS «Ди Си Юнайтед», однако ни разу не вышел на поле в матчах лиги, отыграв единственный матч за команду 16 июня 2016 года в рамках Кубка США.

## Семья
- Отец Роберто Манчини (р. 1964) — бывший футболист, многократный чемпион Италии, игрок сборной Италии. После окончания игровой карьеры работает тренером. В 2015 году введён в Зал славы итальянского футбола.
- Брат Филиппо (р. 1990) — также футболист, начинал карьеру в составе «Интернационале». 17 января 2008 года сыграл свой единственный матч за основную команду «Интера» в Кубке Италии. В дальнейшем также выступал за молодёжную команду «Манчестер Сити».
- Сестра Камилла (р. 1995).